# Pariška kotlina
Pariška kotlina je ena glavnih geoloških regij Francije. Razvijala se je od triasa na gorskih ostankih variške orogeneze (hercinska orogeneza). Sedimentna kotlina, ki ni več en drenažni bazen, je velika ugreznina v kratonu, ki jo na zahodu omejuje Armoriški masiv, na severu os Ardeni-Brabant, na vzhodu Vogezi in Centralni masiv na jugu.:252

## Obseg
Regija, ki se običajno šteje za Pariško kotlino, je precej manjša od območja, ki ga tvori geološka zgradba. Prva zavzema središče severne polovice države, razen vzhodne Francije. Slednji se razteza od hribov južno od Calaisa do Poitiersa in od Caena do roba srednje doline Rena, vzhodno od Saarbrückna.

## Geografija
Pokrajina je sestavljena iz zelo širokih dolin (poplavnih ravnic), skromnih razvodnih gričev in dobro odcednih planot s sorazmerno nizko nadmorsko višino. Na jugovzhodu in vzhodu je nižina regije Šampanje in Seuil de Bourgogne (Prag Burgundije) diferencialna erozija plasti pustila nizke škarpe z nagnjenimi pobočji proti sredini. Različna narava gline, apnenca in krede povzroča značilnosti regij, kot so Champagne Humide (vlažna Šampanja), Champagne Pouilleuse (revna Šampanja), Pays de Caux in Pays de Bray.
Zaradi milijonov let poznejšega odlaganja, erozije in drugih sprememb od takrat pet drenažnih bazenov danes odmaka skoraj celotno kotlino.
To sta dve porečji, ki tečeta proti severu, naslednji deli porečij:
- zgornja Mozela in zgornji Meuse

In tri tečejo proti zahodu:
- Porečje Sene, osrednje porečje Loare in Some.

## Struktura
Pariška kotlina je geološka kotlina sedimentnih kamnin. Prekriva geološke plasti, ki jih je nagubala variška orogeneza.
Oblikuje široko plitvo skledo, v kateri so bili odloženi morski nanosi iz vseh obdobij od triasa do pliocena. Njihov obseg se na splošno s časom zmanjšuje. Na podlagi analize fosilov, prepoznanih v plasteh bazena v 1820-ih in 1830-ih, je pionirski geolog Charles Lyell terciar razdelil na tri dobe, ki jih je poimenoval pliocen, miocen in eocen.
Na zahodu se plasti, ki jih je nagubal Variscan, dvigajo pod novejšimi morskimi usedlinami v hribih Bretanje in na vzhodu Ardeni, Hunsrück in Vogezi. Na jugu porečje meji na Centralni masiv in Morvan. Na severu se njegovi zgodnji sloji ujemajo s tistimi iz dna Rokavskega preliva in jugovzhodne Anglije. Druge meje ležijo na grebenih v novejših nanosih in Pobočjih. To so Côte d'Or na jugovzhodu (na alpski prelomnici) in na severnem koncu hribovje (francosko Collines d') Artois, ki leži nad robom Londonsko-Brabantskega masiva.

## Naftna polja
Dve pomembni naftni polji sta Chaunoy Field, drugo je Villeperdue Field. Njihovo središče je približno 1850 metrov globine.